# Jägerstraße metróállomás
Jägerstraße egy metróállomás Bécsben a bécsi metró U6-os vonalán.

## Szomszédos állomások
A metróállomáshoz az alábbi állomások vannak a legközelebb:
- Dresdner Straße
- Wien Spittelau

## Átszállási kapcsolatok
| U6 (Floridsdorf ↔ Siebenhirten) |                        |                         |
| Állomás                         | Átszállási kapcsolatok | Fontosabb létesítmények |
| Jägerstraße                     | 31, 33 5B              |                         |